# Max Miller (Komiker)

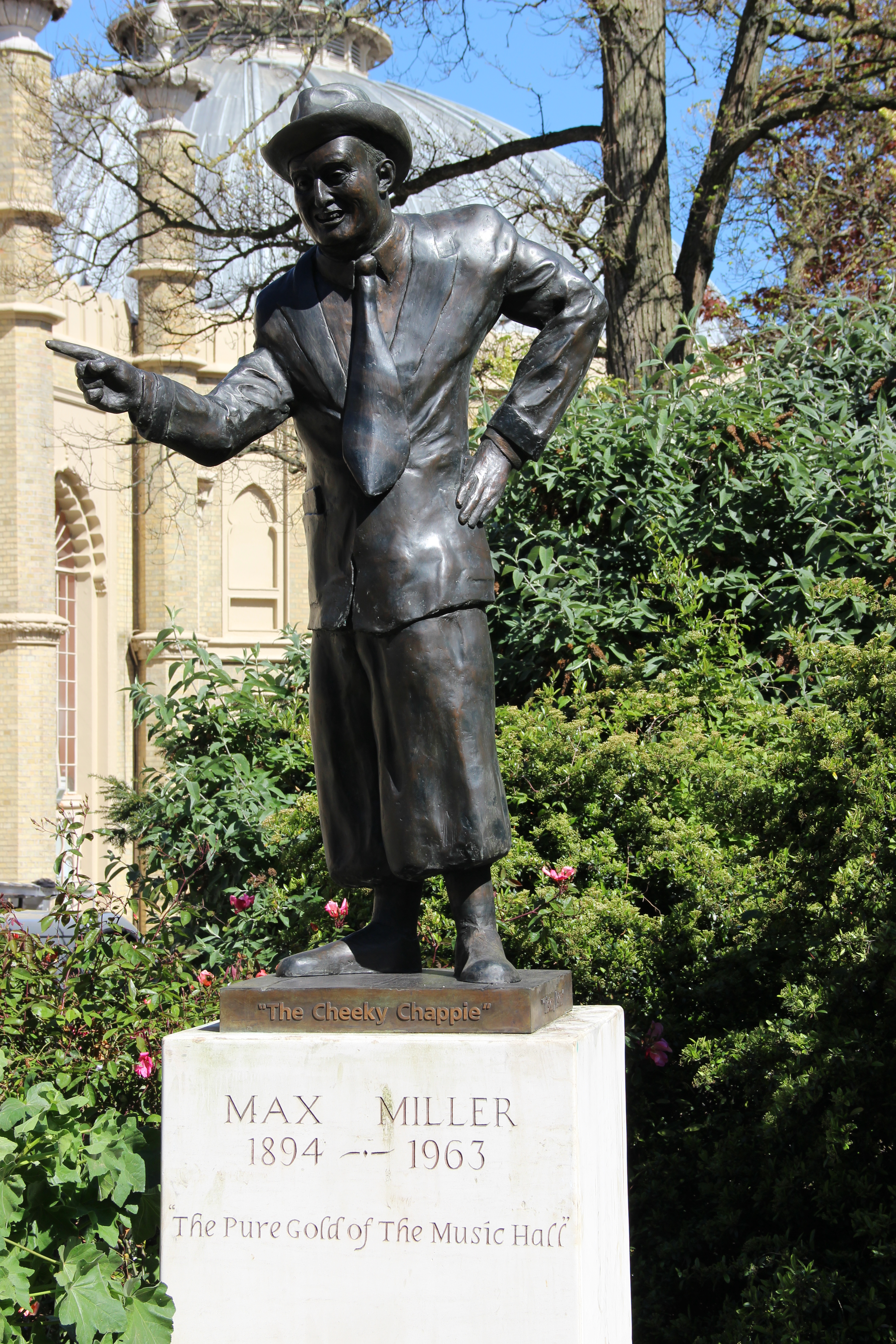
Denkmal für Max Miller in Brighton

Max Miller (* 21. November 1894 in Brighton; † 7. Mai 1963 ebenda) hieß mit bürgerlichem Namen Thomas Henry Sargent und war ein britischer Komiker, auch bekannt als "The Cheeky Chappie". Im englischen Varieté der 1930er bis 1950er Jahre war er eines der bekanntesten Gesichter, auch wenn er, stets dem Dialekt seiner Heimatregion verbunden, vor allem in London und im südlichen England ein Publikum fand. Neben seinen Bühnenauftritten spielte er auch in Filmen mit, komponierte Songs und nahm zahlreiche Schallplatten auf. Miller war für seine auffälligen Anzüge ebenso bekannt wie für seine schelmische Ader, die ihn ob seines oft schlüpfrigen Humors immer wieder Ärger mit der Zensur einbrachte.
Miller war Schöpfer bzw. Multiplikator zahlreicher, teilweise bis heute in England gebräuchlicher Schlagwörter und Phrasen.